# Violência policial
Violência policial ou a brutalidade policial é o uso excessivo e injustificado da força pela aplicação da lei contra um indivíduo ou um grupo. É uma forma extrema de má conduta policial e é uma violação dos direitos civis. A brutalidade policial inclui, mas não se limita a, asfixia, espancamentos, tiroteios, quedas impróprias, violência racialmente motivada e uso injustificado de tasers.

## História

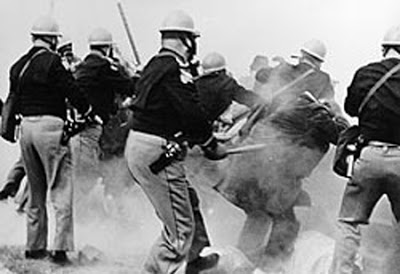
Polícia de Alabama, nos Estados Unidos, atacam manifestantes do Movimento dos Direitos Civis em 7 de março de 1965.

Através da história, os esforços de policial as sociedades têm sido marcadas, até certo ponto, pela brutalidade. Na História Antiga, as instituições de policiamento cultivavam uma atmosfera de terror e o tratamento abusivo dos cidadãos como uma forma de garantir um controle mais eficiente da população. A primeira força policial moderna é amplamente considerada como o Serviço de Polícia Metropolitana de Londres, estabelecido em 1829.
A origem do conceito contemporâneo de policiamento, baseado na autoridade do Estado-nação é geralmente remetido à França dos século XVII e XVIII, com a maioria dos atuais departamentos de polícia sendo estabelecidos na maioria das nações no final do século XIX e início do século XX. Os primeiros registros sugerem que as greves trabalhistas foram os primeiros incidentes em grande escala de brutalidade policial nos Estados Unidos, incluindo eventos como a Grande Greve Ferroviária de 1877, a Greve Pullman de 1894, a greve têxtil de Lawrence de 1912, o massacre de Ludlow de 1914, a Grande Greve do Aço de 1919 e o massacre de Hanapepe de 1924.

## Alguns casos
Categoria principal: Violência policial.
- 22 de julho de 2005 – Jean Charles de Menezes, imigrante brasileiro, é confundido com um homem-bomba e morto no metrô de Londres com oito tiros à queima-roupa, por forças da unidade armada da Scotland Yard.
- em 20 de dezembro de 2018, o cão sota foi baleado e assassinado pela Polícia, em Gran Vía Hotel, em Barcelona, na Italia
- em 31 de outubro de 2019, Bruce um cão pitbull foi morto pelo um ex-policial em Mirassol
- Assassinato de George Floyd
- em 29 de março de 2021, Adam Toledo, O menino latino-americano de 13 anos foi baleado e morto pelo oficial do Departamento de Polícia de Chicago (CPD) Eric Stillman no bairro de Little Village